# Município de Madison (condado de Clark, Ohio)
O município de Madison (em inglês: Madison Township) é um município localizado no condado de Clark no estado estadounidense de Ohio. No ano de 2010 tinha uma população de 2.543 habitantes e uma densidade populacional de 23,88 pessoas por km².

## Geografia
O município de Madison encontra-se localizado nas coordenadas 39° 48′ 45″ N, 83° 38′ 26″ O. Segundo a Departamento do Censo dos Estados Unidos, o município tem uma superfície total de 106.47 km², da qual 106,39 km² correspondem a terra firme e (0,07 %) 0,08 km² é água.

## Demografia
Segundo o censo de 2010, tinha 2.543 habitantes residindo no município de Madison. A densidade populacional era de 23,88 hab./km². Dos 2.543 habitantes, o município de Madison estava composto pelo 97,8 % brancos, o 0,43 % eram afroamericanos, o 0,04 % eram amerindios, o 0,12 % eram asiáticos, o 0,28 % eram de outras raças e o 1,34 % eram de uma mistura de raças. Do total da população o 0,67 % eram hispanos ou latinos de qualquer raça.